# Küknosz (Poszeidón fia)

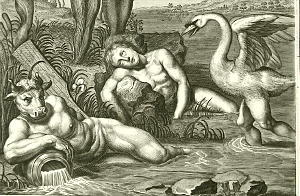
Küknosz

Küknosz (görög betűkkel Κύκνος) a görög mitológia egyik legendás alakja, nevének jelentése „hattyú”. Talán négy – vagy több – különböző Küknosz is volt, de az is lehet, hogy mindegyik legendakör végső soron ugyanarra a személyre vezethető vissza.
Az egyik legendárium szerint Poszeidón és Kalüké fia. Anyja kitette a tengerpartra és pásztorok nevelték fel. Ez a motívum széles körben elterjedt toposz az egész ókori Keleten. Nevét a feje felett szálló hattyúkról kapta. Fehér bőrű, óriás termetű férfi lett, akit nem fogott fegyver és haragos természetű volt. Valahol Trója környékén uralkodott.
Első felesége Prokleia, Laomedón leánya, majd Philonomét, Tragaszosz leányát vette el. A második feleség óhajára első két gyermekét – Tenészt és Hémitheát – egy ládában a tengerbe dobta. Philonomé ugyanis beleszeretett Tenészbe, aki nem viszonozta a szerelmét, ezért az asszony fajtalankodással vádolta Küknosz előtt. Ebben Eumolphosz fuvolás volt segítségére, aki tanúskodott a fiú ellen. Kihalászták azonban őket a tengerből Leukophrüsz-szigetén, ahol Tenész letelepedett és önálló királyságot alapított. A szigetet attól kezdve Tenédosz-szigetnek nevezték, ma Kolónosz. Amikor Philonomé hazugsága kiderült, az asszonyt elevenen eltemették, a fuvolást pedig megkövezték.
Fiával, Tenésszel vonult a trójai háborúba Trója oldalán. Itt érte a veszte Próteszilaosz halála után: Akhilleusz – a másik szinte sebezhetetlen hérosz – a sisakszíjával fojtotta meg (vagy kővel verte fejbe). A sebezhetetlen hős halála megijesztette a trójaiakat és szövetségeseiket, meglepetésük elegendő időt hagyott az akhájok partraszállására. Poszeidón hattyúvá változtatta halott fiát és még elszántabban segítette a továbbiakban Tróját.
Ez a homéroszi verzió az, amelyik miatt az első ismert viluszai királlyal, Kukunnisszal azonosítható.